# Tlalocite
La tlalocite est un minéral tellurate rare et complexe de formule Cu10Zn6(TeO4)2(TeO3)(OH)25Cl·27H2O (ou Cu10Zn6(Te6+O4)2(Te4+O3)(OH)25Cl·27H2O). Elle a une dureté Mohs de 1 — dureté la plus faible parmi les minéraux — et montre la couleur cyan. Nommée d'après Tlaloc, le dieu aztèque de la pluie, en allusion à la grande quantité d'eau contenue dans la structure cristalline,, elle ne doit pas être confondue avec la quetzalcoatlite, qui lui ressemble souvent de couleur et d'habitus.

## Occurrence
La tlalocite a été identifiée pour la première fois dans la mine Bambollita, dans la commune de Moctezuma, état de Sonora au Mexique et elle a été approuvée par l'IMA en 1974 et se voit attribuer le symbole Tla. Elle est souvent associée à la ténorite, l'azurite, la malachite et la tlapallite. On la trouve dans des portions partiellement oxydées de veines hydrothermales contenant du tellure,.